# Superman (album)
Pour les articles homonymes, voir Superman (homonymie).
Albums de Serge Lama
Et puis on s'aperçoit
(1970) Je suis malade
(1973)
Superman est un album studio de Serge Lama sorti chez Philips en 1971.

## Histoire
L'album contient notamment les chansons Superman, adaptation de Apeman des Kinks et Vivre tout seul, adaptée de Bird on the Wire de Leonard Cohen.
Un jardin sur la Terre est la chanson avec laquelle Serge Lama représente la France à l'Eurovision en 1971 se classant à la 10e place.
La chanson Comme Gwendoline dans l'arrangement est inspirée du roman et du film d'Elia Kazan L'Arrangement.
En 2022, pour l'album Où sont passés nos rêves', Serge Lama enregistre une nouvelle version de Vivre tout seul.

## Titres
L'ensemble des textes est de Serge Lama sauf indications contraires.
| No  | Titre                               | Paroles                      | Musique                  | Durée |
| --- | ----------------------------------- | ---------------------------- | ------------------------ | ----- |
| 1.  | Superman (Apeman)                   | adaptation Serge Lama        | Raymond Douglas Davies   | 2:35  |
| 2.  | Comme Gwendoline dans l'arrangement |                              | Alice Dona               | 3:10  |
| 3.  | Un jardin sur la Terre              | Henri Dijan, Jacques Demarny | Alice Dona               | 3:00  |
| 4.  | Soleil de nuit                      |                              | Yves Gilbert             | 2:40  |
| 5.  | Les tendres amours                  |                              | Nachum Heiman            | 2:40  |
| 6.  | Bungalow 73                         |                              | Yves Gilbert             | 2:55  |
| 7.  | Vivre tout seul (Bird on the Wire)  | adaptation Serge Lama        | Léonard Cohen            | 4:10  |
| 8.  | La vie de chien                     |                              | Yves Gilbert             | 2:05  |
| 9.  | Les chimpanzés                      |                              | Jacques Datin            | 2:05  |
| 10. | L'amour ! L'amour !                 |                              | Yves Gilbert             | 3:15  |
| 11. | Le taxi jaune                       |                              | André Popp               | 2:05  |
| 12. | Malgré tout                         |                              | Serge Lama, Jean Morlier | 3:00  |